# Marcipa flavilinea
Marcipa flavilinea är en fjärilsart som beskrevs av Jean Pelletier 1978. Marcipa flavilinea ingår i släktet Marcipa och familjen nattflyn. Inga underarter finns listade i Catalogue of Life.